# Івана Дзюби (станція швидкісного трамвая)
50°25′59″ пн. ш. 30°23′59″ сх. д. / 50.43306° пн. ш. 30.39972° сх. д.
«Іва́на Дзю́би» (до 2023 року — «Сім'ї Сосніних») — станція Правобережної лінії Київського швидкісного трамвая (маршрути 1, 3), розташована між станціями «Гната Юри» та «Вацлава Гавела». Відкрита у 1977 році. Названа за однойменною вулицею.
Станція має дві берегові платформи, вихід у місто через підземний перехід. За 100 метрів у напрямку станції «Вацлава Гавела» розташовується залізнична станція Борщагівка.

## Історія
У 2005 році була проведена часткова реконструкція станції.
Станція закрита на реконструкцію в складі ділянки «Вацлава Гавела» — «Гната Юри» 13 червня 2009 року. Під час реконструкції було демонтовано стару станцію, а на її місці зведено нову з арочним перекриттям над платформами та коліями, реконструйовано пішохідний перехід та збудовано навіси над виходами з пішохідного переходу станції. 16 жовтня 2010 року станція швидкісних трамваїв відкрита після реконструкції, на ній зупиняються трамваї маршрутів № 1 і № 3.
8 грудня 2022 Київрада перейменувала вулицю Сім'ї Сосніних на честь українського літературознавця, критика, громадського діяча, активного учасника руху за незалежність України, дисидента радянських часів, Героя України Івана Михайловича Дзюби, внаслідок чого станція, яка названа на честь вулиці, також отримала нову назву.

## Зображення

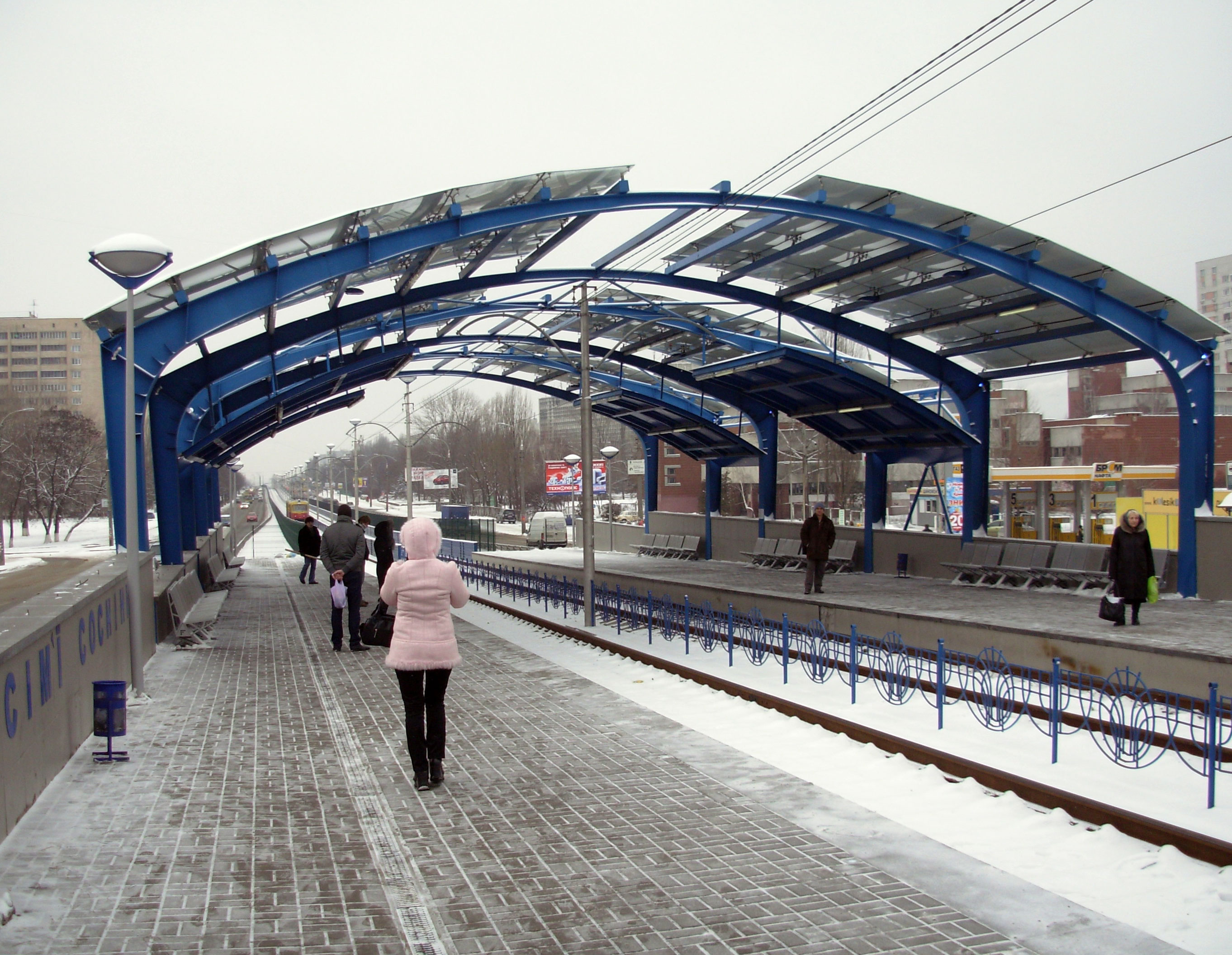
Посадкові платформи
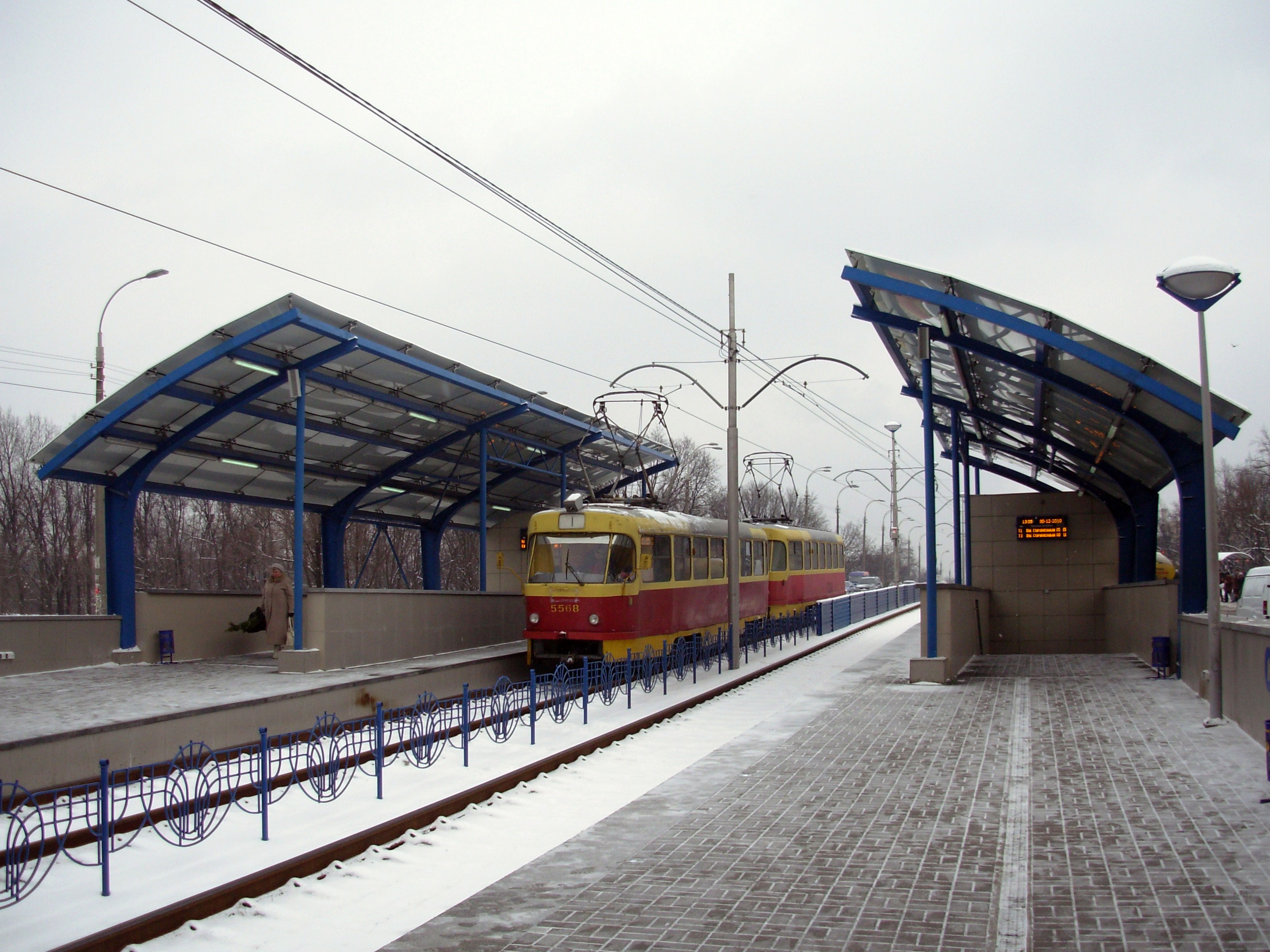
Вихід з платформ у місто
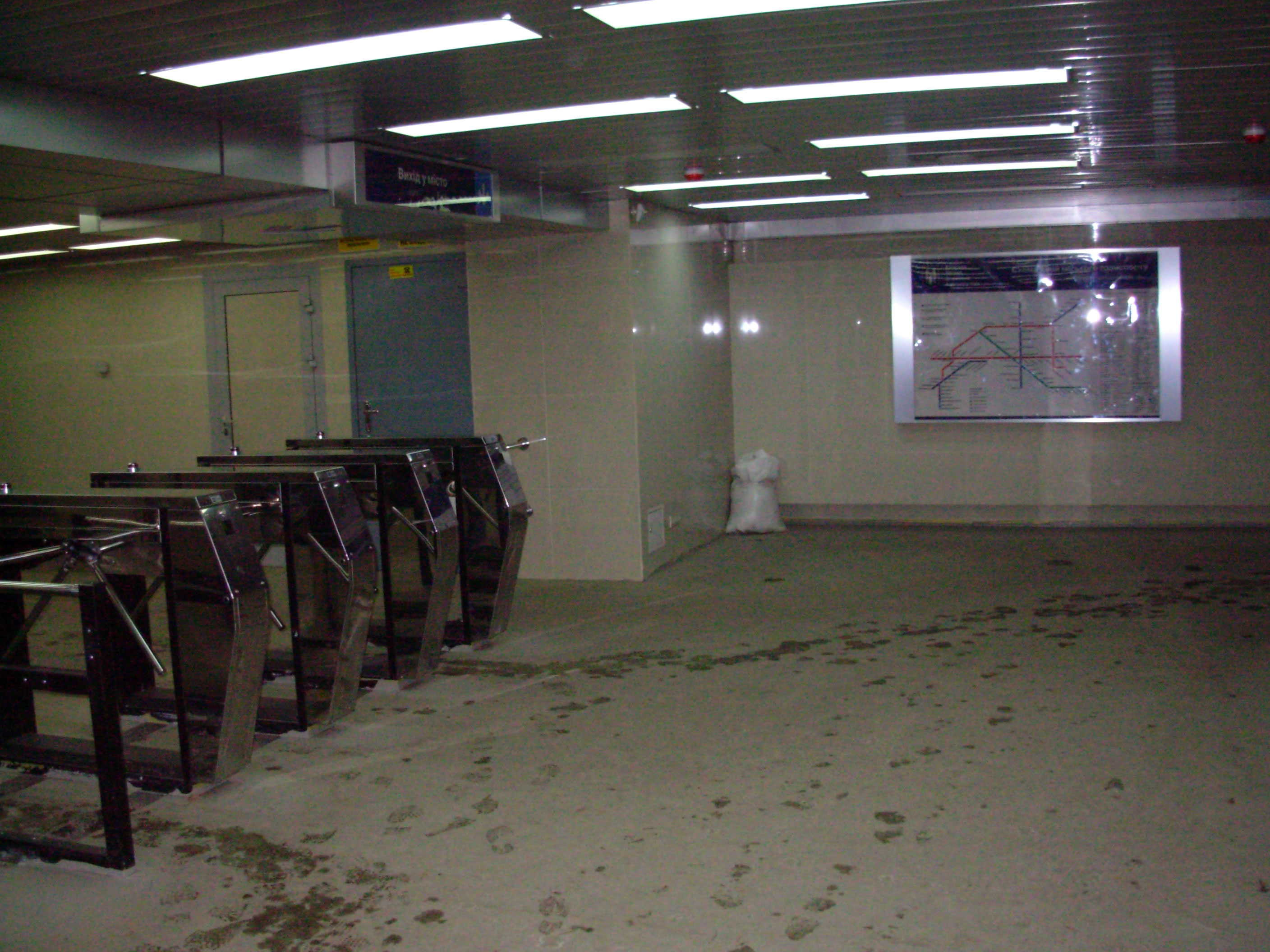
Підземний вестибюль
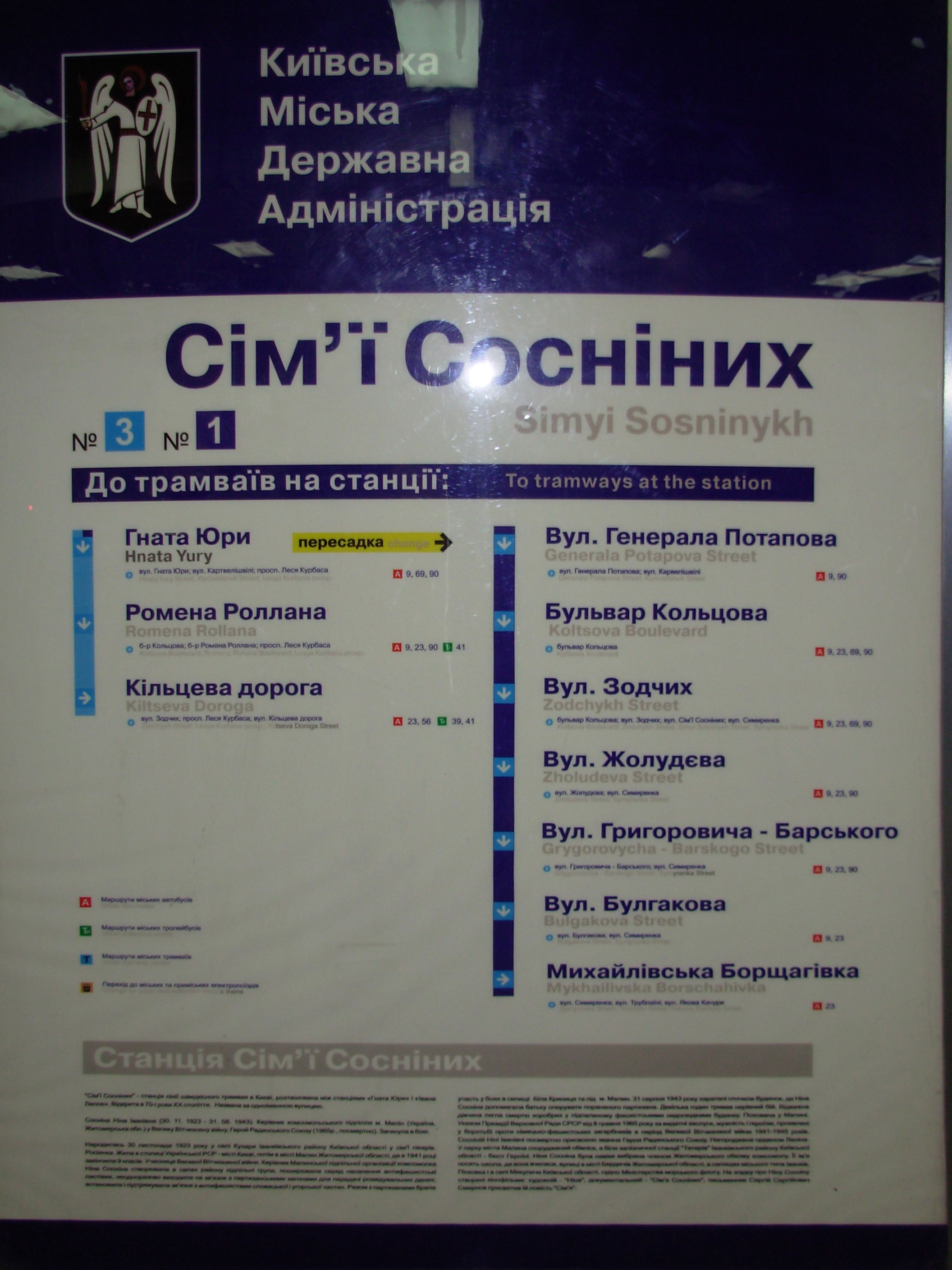
Інформаційна панель у підземному вестибюлі
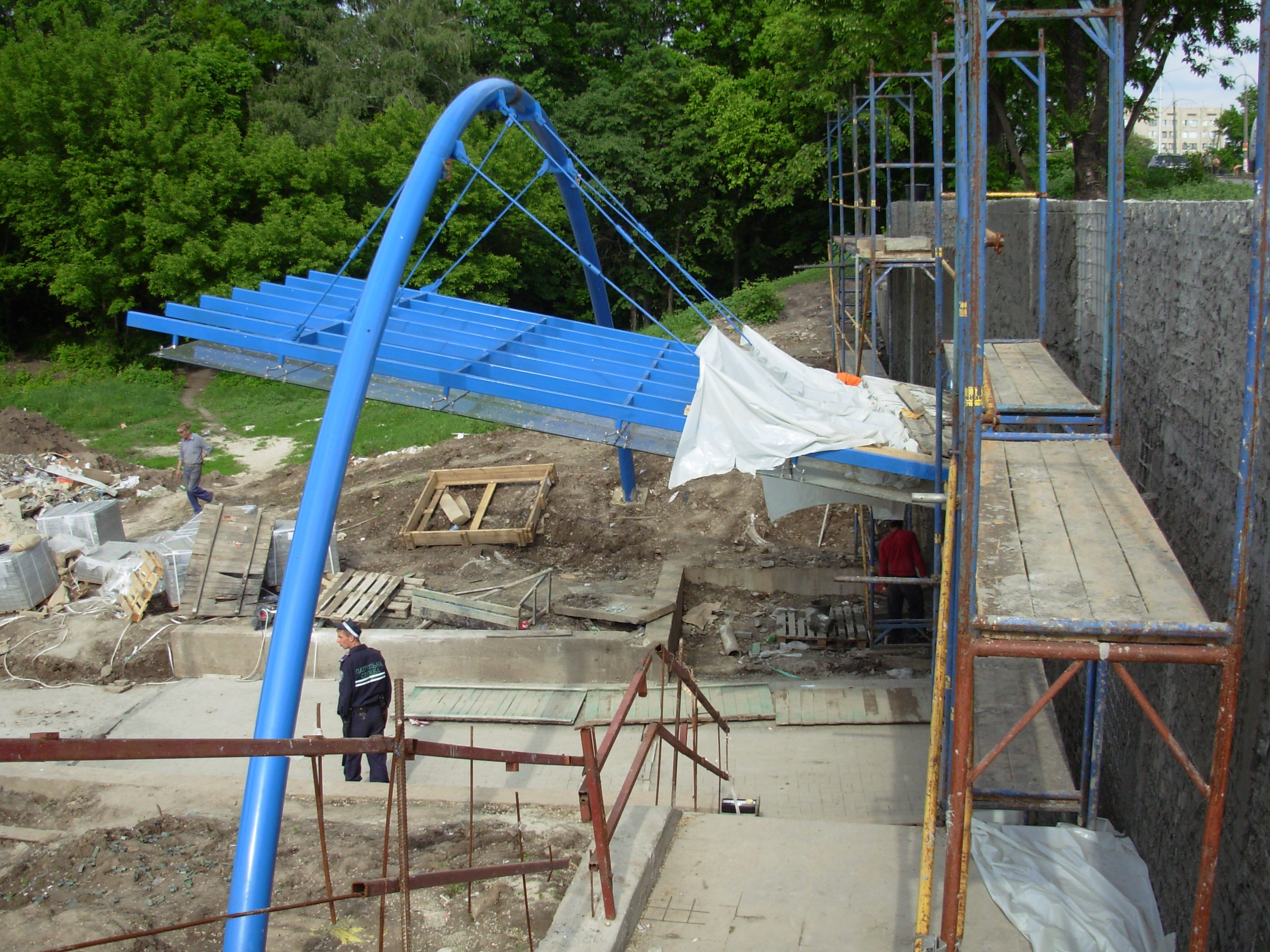
Вхід на станцію з південного боку
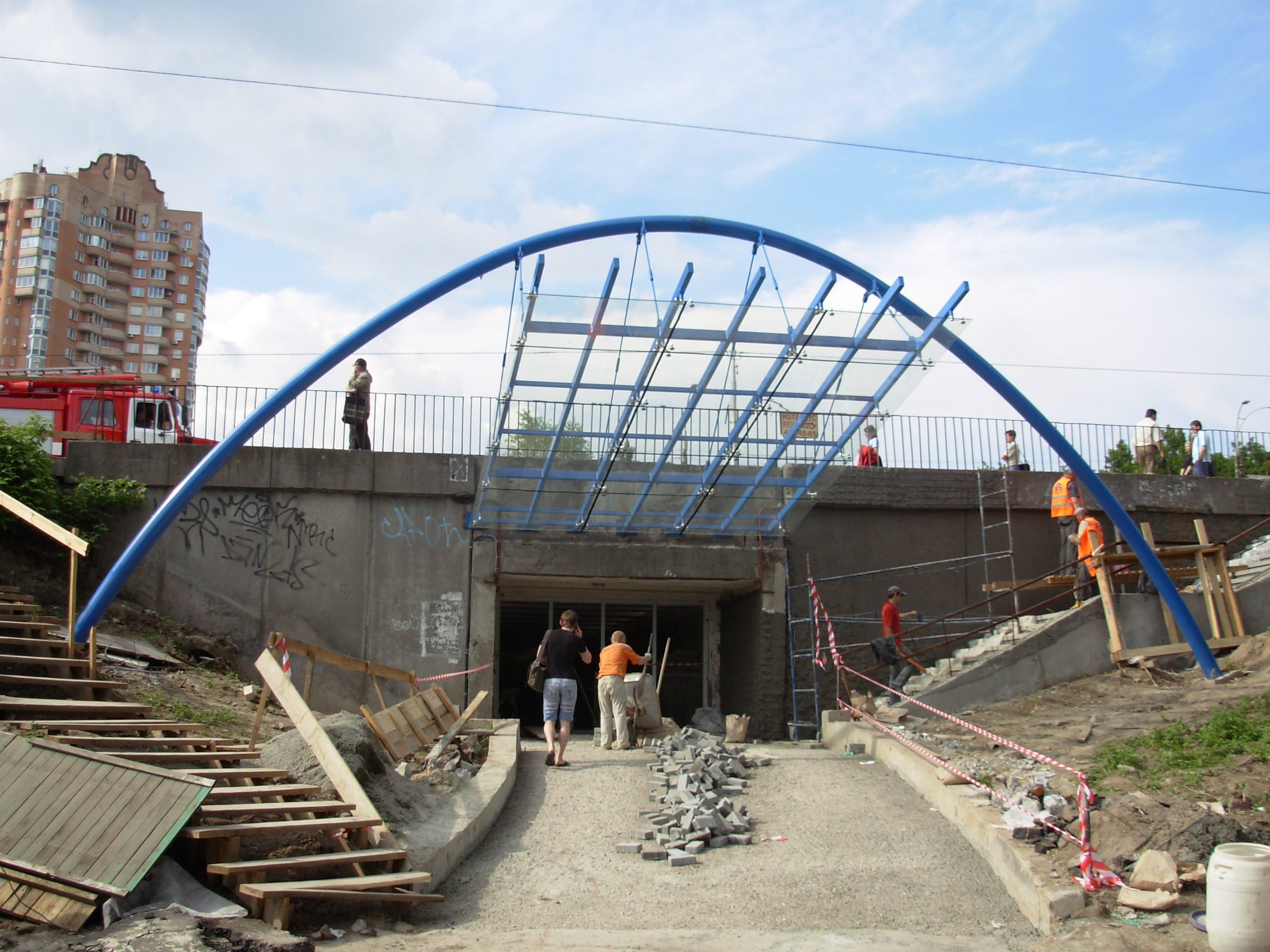
Вхід на станцію з північного боку
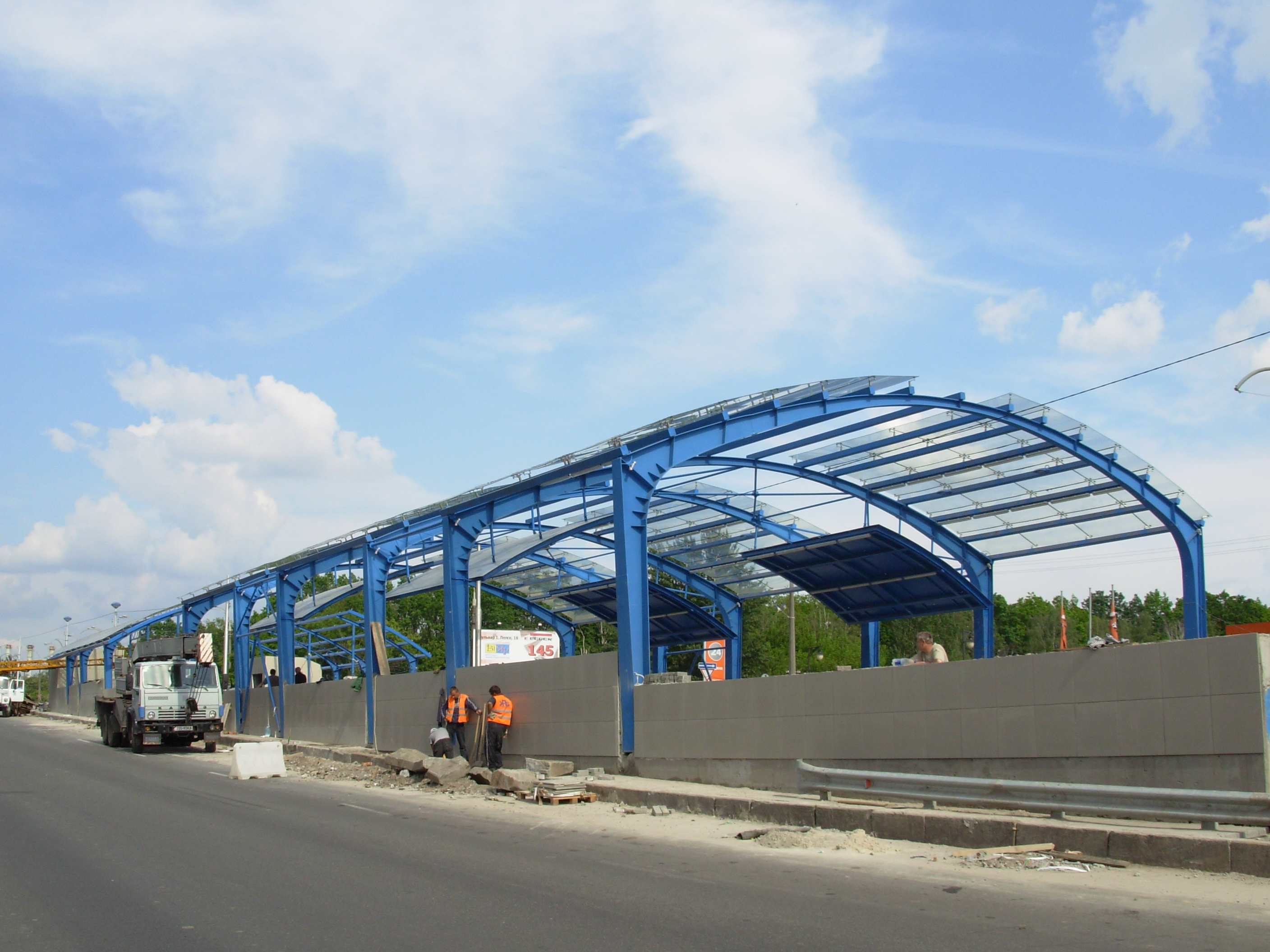
Реконструкція станції, травень 2010
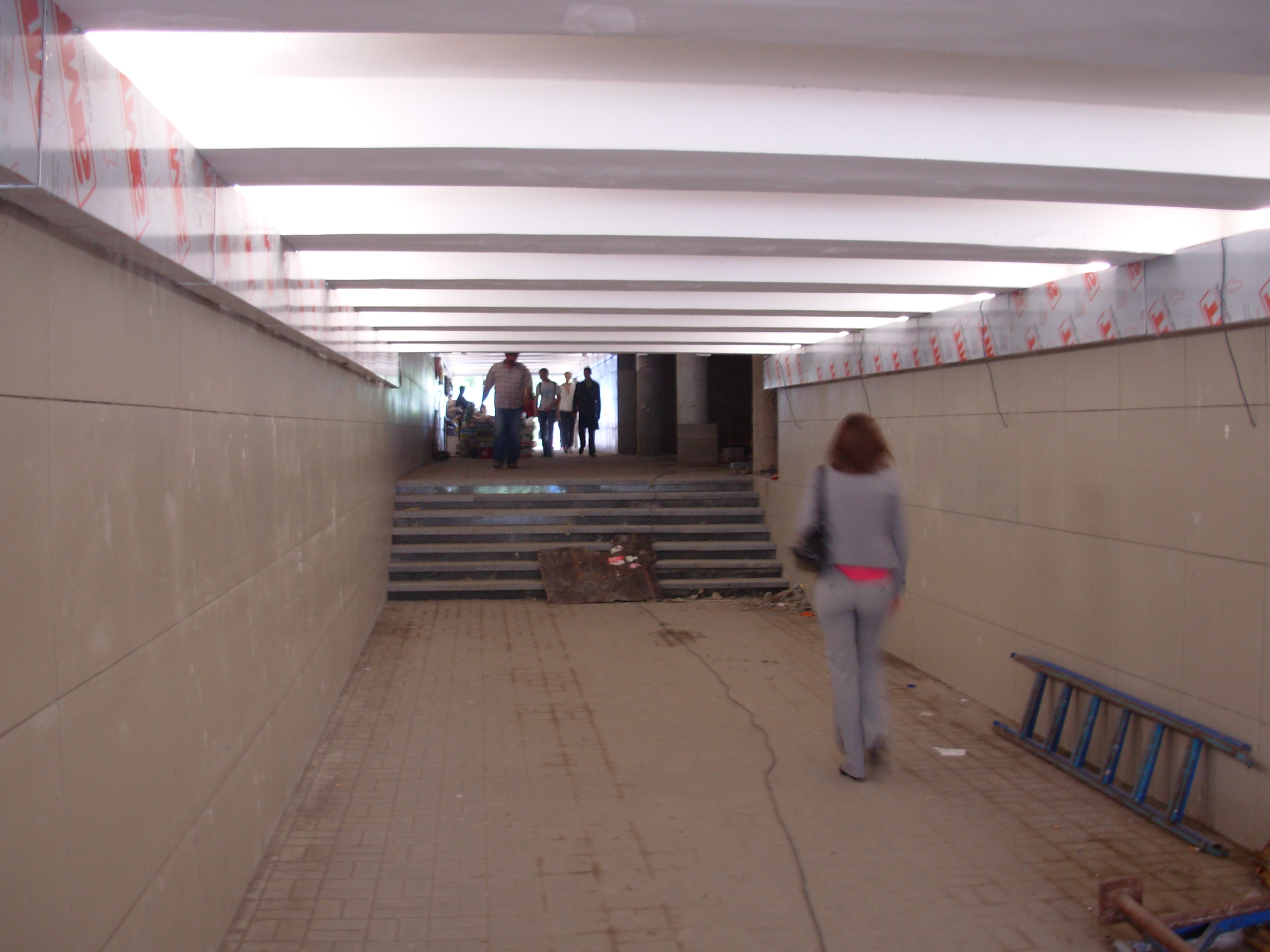
Підземний перехід станції під час реконструкції
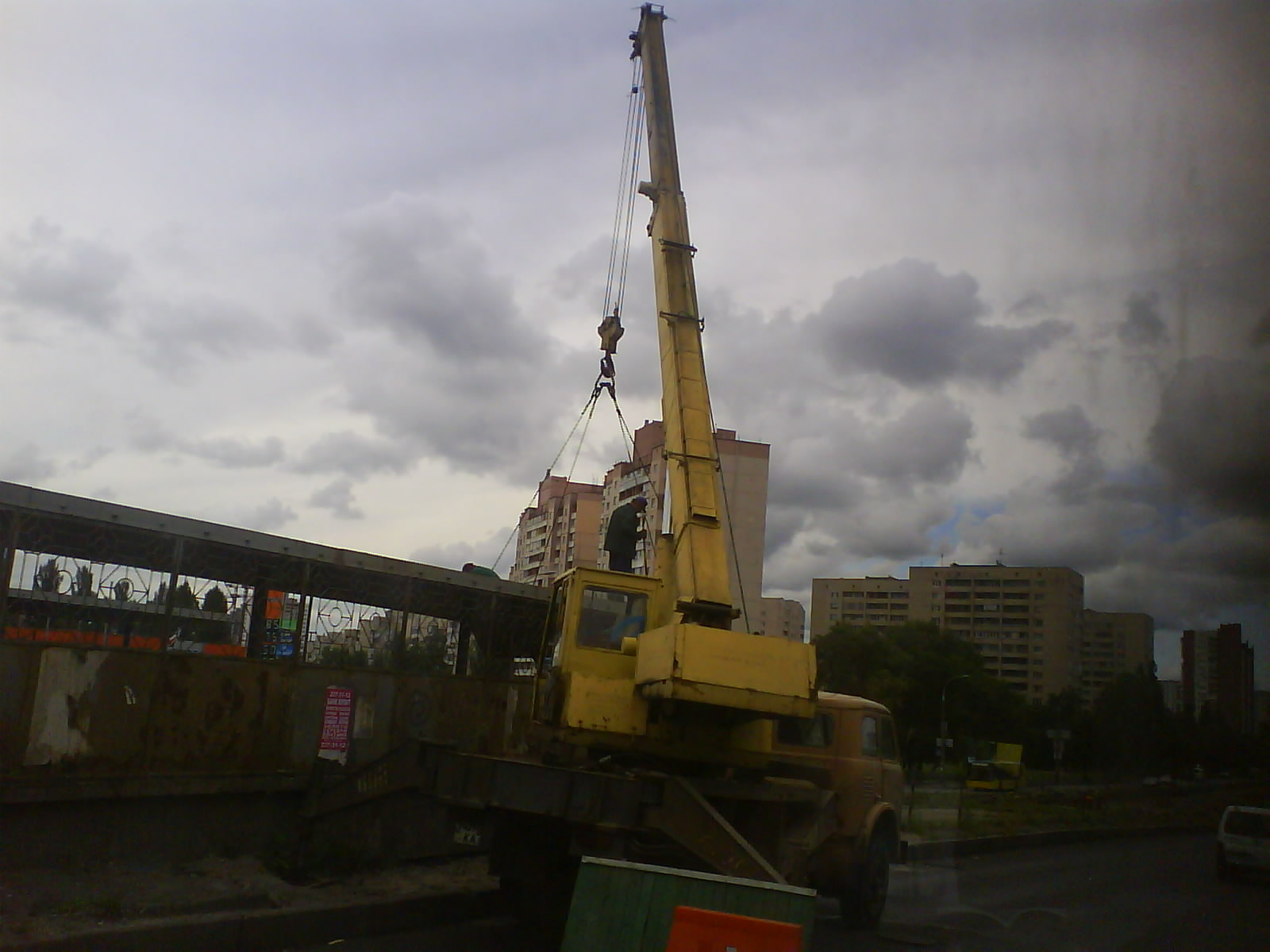
Реконструкція станції, 2009
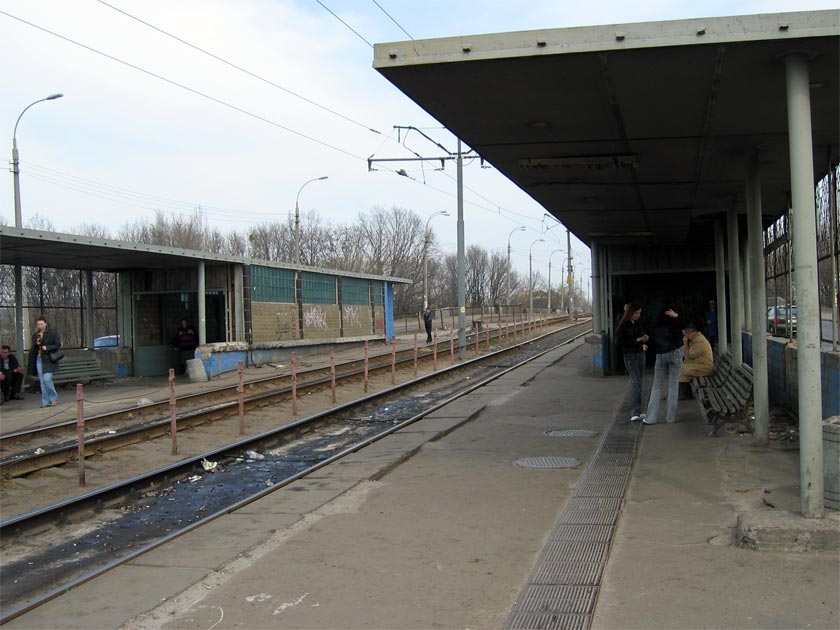
Загальний вигляд станції, 2005
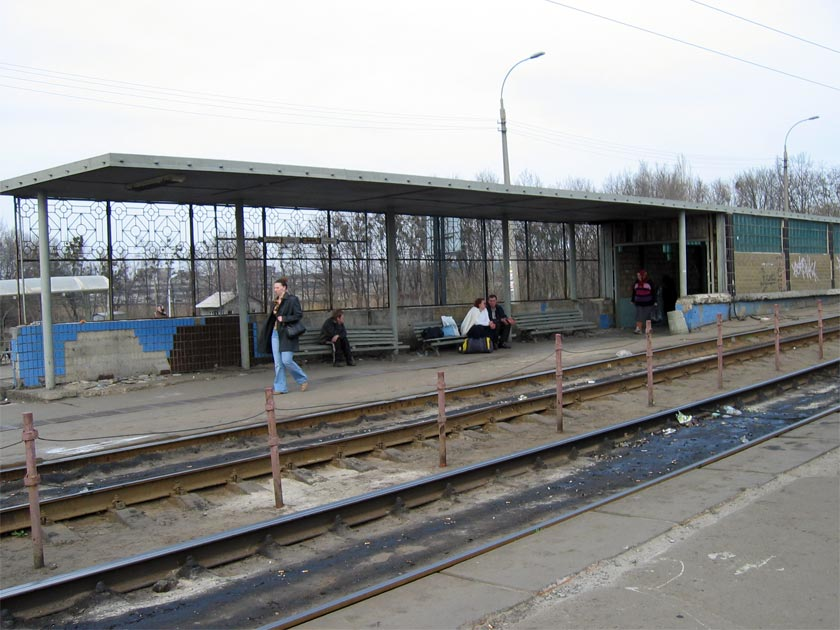
Посадкова платформа, 2005
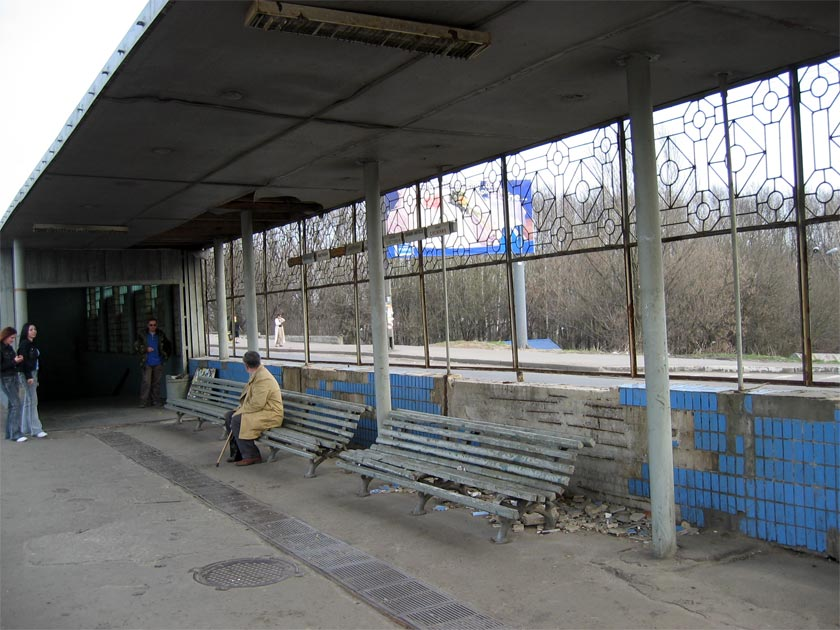
Посадкова платформа, 2005